# 女川原子力発電所
女川原子力発電所（おながわげんしりょくはつでんしょ）は、宮城県牡鹿郡女川町と石巻市にまたがる東北電力の原子力発電所。

## 概要
太平洋に面する三陸海岸の南部、女川湾の南側湾口部の三陸リアス式海岸を見下ろす高台に位置する。建屋などの主要部は女川町内にあり、敷地の一部が石巻市域にかかる。新設時の総面積は161haで、淡水は北上川の北上大堰（北緯38度31分58.3秒 東経141度18分23.6秒 / 北緯38.532861度 東経141.306556度）からの工業用水で賄っている。
東北電力の保有する原子力発電所としては、最も早い時期に建設された発電所であり、1号機は既に廃炉工程に入っている。また、東京電力に電力融通を行い（特に夏）、関東地方の電力需要のバックアップ機能も併せ持っている。
3号機を対象にプルサーマル計画の実施が検討されている。
2011年の東日本大震災では東北電力女川原子力発電所では1号機と3号機が通常運転中、2号機が原子炉起動中であった。震源から最も近かったが、3基とも設計通り自動停止し、冷温停止して無事であった。鮫浦地区の住民だけでなく、塚浜地区、飯子浜地区などから逃げてきた住民が発電所ゲート前にやって来ていた。女川町や石巻市の海岸沿いの集落は、津波によって壊滅状態になったため、高台にあった女川原子力発電所を避難所とした。

## 建設経緯
1960年（昭和35年）5月23日、東北地方では初めて秋田県が、東北電力の原発を誘致したいと明言した。能代市の米代川、秋田市の雄物川、本荘市（現・由利本荘市の一部）の子吉川の河口が候補地と見られたが、国や東北電力の条件から秋田市は不適とされ、能代・本荘の両市が誘致合戦をした。秋田県の原発誘致発言の半年後、福島県が東京電力の原発を誘致する計画を発表した（後に双葉郡の大熊町・双葉町に福島第一原発建設）。
1963年（昭和38年）以降、国は原発適地の調査を進め、東北地方では青森県下北郡東通村（後に東通原発建設）、秋田県能代市、山形県鶴岡市の3か所が適地と認められた。宮城県でも適地調査が実施され、牡鹿郡女川町小屋取地域、同町御前地域、桃生郡北上町相川地域（現・石巻市の一部）の3か所が調査された。結果、1967年（昭和42年）4月17日、宮城県が（鳴浜を中心とする）女川町小屋取地域を東北電力の原発建設の適地と発表すると、5月25日に福島県双葉郡浪江町の議会が東北電力の原発誘致を決議。すると、宮城県での建設候補地が町域に含まれる女川町および牡鹿町（現・石巻市の一部）の両議会も9月に誘致を決議し、石巻地区市町村長（1市9町）も誘致を請願して、浪江と女川で誘致合戦に陥ったが、1968年（昭和43年）1月5日に東北電力は女川町小屋取地域に建設することを決定した（浪江には浪江・小高原子力発電所が建設準備中だった。東日本大震災後の2013年3月28日、正式に建設断念している）。
同年6月5日、雄勝町（現・石巻市の一部）の議会が反対を県と東北電力に申し入れ、1969年（昭和44年）1月16日には「女川原子力発電所設置反対三町期成同盟会」（以下「同盟会」）も発足したが、3月26日には土地買収交渉基本協定が調印され、5月6日には建設用地の調査工事が着手された。これに対し周辺漁協が反対運動を開始し、同盟会によるデモが実施される中で、1970年（昭和45年）12月10日には女川原発の原子炉設置許可が下りた。これ以降、周辺の漁協は1つまた1つと条件付賛成を表明していくが、同盟会は反対の陳情やデモを繰り返すという分離傾向が見られるようになる。
1973年（昭和48年）10月6日に第四次中東戦争が勃発すると同月中旬以降、第一次オイルショックが発生。これを機に周辺漁協は次々と鳴浜の埋立工事に同意し、原発建設促進の流れができた。1976年（昭和51年）3月7日に「女川原発反対町民会議」が結成され、1977年（昭和52年）5月22日に同盟会などが「女川原発絶対阻止県民1万人集会」を開催するも、着々と漁業補償協定や安全協定が締結されていった。
1979年（昭和54年）の第1四半期から第二次オイルショックが発生し、さらに3月28日にはアメリカ合衆国でスリーマイル島原子力発電所事故が発生した。オイルショックによるエネルギー供給不安と原発の安全性への不安という相反する事態の中で4月18日、山本壮一郎宮城県知事は原発の許認可申請受付をストップした。しかし、国から安全性確保の確約がなされたことで6月26日に許認可申請受付が再開し、12月25日には原発の本格工事が着工した。1981年（昭和56年）4月18日に敦賀発電所（福井県）で放射性物質漏えい事故が発生したり、12月26日に女川原発建設差し止めを求める民事訴訟が提訴されたりしたが建設は進み、1983年（昭和58年）10月18日に初臨界、11月18日に初送電に至った。

### 東日本大震災後の再稼働に向けた動き
- 2011年
  - 3月11日 - 東北地方太平洋沖地震（東日本大震災）が発生。
  - 12月1日 - 東北電力が防潮堤のかさ上げを開始。最終的には、15m（基準面から29m）の高さとなった[10]。
- 2013年 - 非常時の外部電源受け入れ設備（高台電源センター）を整備、緊急時の原子炉格納容器圧力逃がし装置（ベント時のフィルター）の設置、建屋に水密扉の設置工事などを開始。
- 2013年12月 - 東北電力が原子力規制委員会へ新規制基準適合性審査を申請[11]。審査では、地震や津波の対策不足が指摘され、防潮堤の地盤改良工事や海水ポンプ室への浸水防止壁などの耐震工事が追加して行われた。
- 2019年
  - 3月15日 - 宮城県議会は、女川原子力発電所2号機の再稼働の是非を問う住民投票条例案を否決[12]。
  - 9月27日 - 原子力規制委員会が2号機の再稼働の前提となる安全審査を終了[13]。
  - 11月12日 - 市民団体が再稼働の事実上の前提となる「地元同意」の差し止めを求める仮処分を仙台地方裁判所に申請[14]。
  - 11月28日 - 原子力規制委員会が新規制基準への適合を認める審査書案を了承した。事実上の審査合格[15]。
- 2020年
  - 10月22日 - 宮城県議会が2号機の再稼働を求める地元商工会の請願を賛成多数で採択した[16]。
  - 11月18日 - 宮城県の村井嘉浩知事が2号機の再稼働への同意を表明した[17]。2011年の震災で被災した原発の再稼働に地元が同意するのは初めて[18]。

2024年10月7日、東北電力は2号機を29日に起動し、再稼働する予定を原子力規制庁に伝えた。11月上旬に発電、12月ごろに営業運転を再開する予定。2号機の稼働は13年ぶり。
2024年10月29日、午後7時に2号機の13年半余りぶりの稼働を開始。

### 再稼働後の動き
2024年11月3日、2号機の原子炉内部の機器にトラブルが発生したため、原子炉を停止し点検を行うことと発電の開始を延期することを発表。11月4日、2号機の稼働を停止。
2024年11月11日、2号機の点検結果を公表。11月13日午前9時、2号機を再起動した。11月15日、2号機の発電と送電を開始。2号機での発電は2010年以来14年ぶりとなる。
2024年12月26日、2号機の営業運転を再開。

## 発電設備
|       | 原子炉形式   | 運転開始                  | 定格出力 | 現況 |
| ----- | ------------ | ------------------------- | -------- | --- |
| 1号機 | BWR Mark-1   | 1984年（昭和59年）6月1日  | 52.4万kW | 2011年3月11日～：東日本大震災により停止 2011年9月10日～：定期点検 2018年12月21日付で廃止。                                                           |
| 2号機 | BWR Mark-1改 | 1995年（平成7年）7月28日  | 82.5万kW | 2010年11月6日～：定期点検により停止 2024年10月29日〜：再稼働 2024年11月4日〜：機器点検のため停止 2024年11月13日：再起動 2024年12月26日：営業運転再開 |
| 3号機 | BWR Mark-1改 | 2002年（平成14年）1月30日 | 82.5万kW | 2011年3月11日～：東日本大震災により停止 2011年9月10日～：定期点検                                                                                    |

- BWR：沸騰水型軽水炉[33]
- 3号機では2015年（平成27年）度までに、プルサーマルを実施する事を目指していた。

## 主なトラブル

### 1号機
- 1998年（平成10年）7月 定期点検中、制御棒2本が引き抜け状態になった。
- 2007年（平成19年）6月 起動中、制御棒駆動配管に空気が入り、制御棒が計8本引き抜ける。引き抜けたが、そのまましばらく運転された。東北電力は、「これまでも時々起きていた。安全上問題はない」と述べる[35]。
- 2018年（平成30年）10月 東北電力が廃炉にする方針を固め、同年12月21日付で電気事業法上廃止となった。消火設備、電源設備、代替注水ポンプ等の新たな安全対策設備の追加設置に必要なスペースが、2号機等に比べ不足しているため、安全性向上対策を行うための技術的な制約が大きく、運転開始から35年目が経過し、発電機出力規模や、当時は運転延長認可を受けても60年運転が上限であり、再稼働した場合の運転年数等[36]、運転期間延長に巨額の経費を要することなどから判断したとみられると報道された[37]。

### 2号機
- 1994年（平成6年）12月 試運転中、モニターの試験をマニュアル通りに行ったところ、マニュアル不備により安全保護装置が働き、原子炉が停止する。
- 2002年（平成14年）2月 炉心から20メートルの弁付近で、火災が発生。
- 2006年（平成18年）
  - 5月 配管が減肉によって穴が開いているのが確認される。
  - 6月7日 経済産業省原子力安全・保安院が、配管肉厚管理の再徹底を要求。
  - 7月7日 保安院は、原発の品質保証体制が充分機能していないとして総点検を指示。
- 2007年（平成19年）10月12日 厚さ約7.1mmのステンレス製配管に縦約11mm、横約9mmの穴を確認。

### 3号機
- 2006年（平成18年）
  - 7月7日 配管減肉予想による点検のため運転停止。
  - 11月25日 再稼動開始。
- 2010年（平成22年）12月27日 燃料棒から原子炉水中へ、微量の放射性物質が漏洩する（法定報告対象外）[38]。

## 自然災害

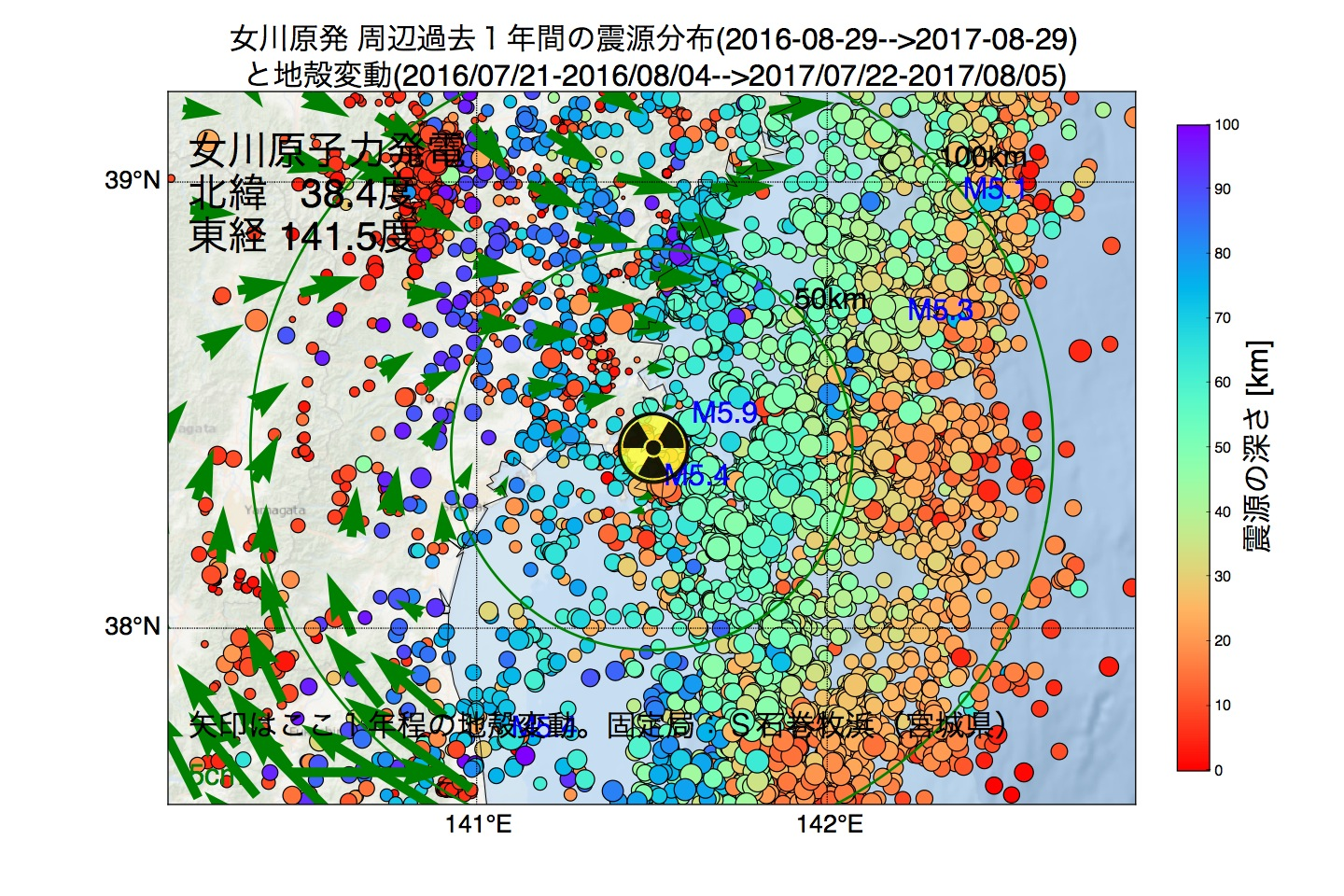
女川原子力発電所周辺の過去１年間の地震の震源分布と地殻変動（防災科学技術研究所 Hi-net 高感度地震観測網の地震データと国土地理院の電子基準点の位置データより作成）

### 2005年 宮城県沖地震

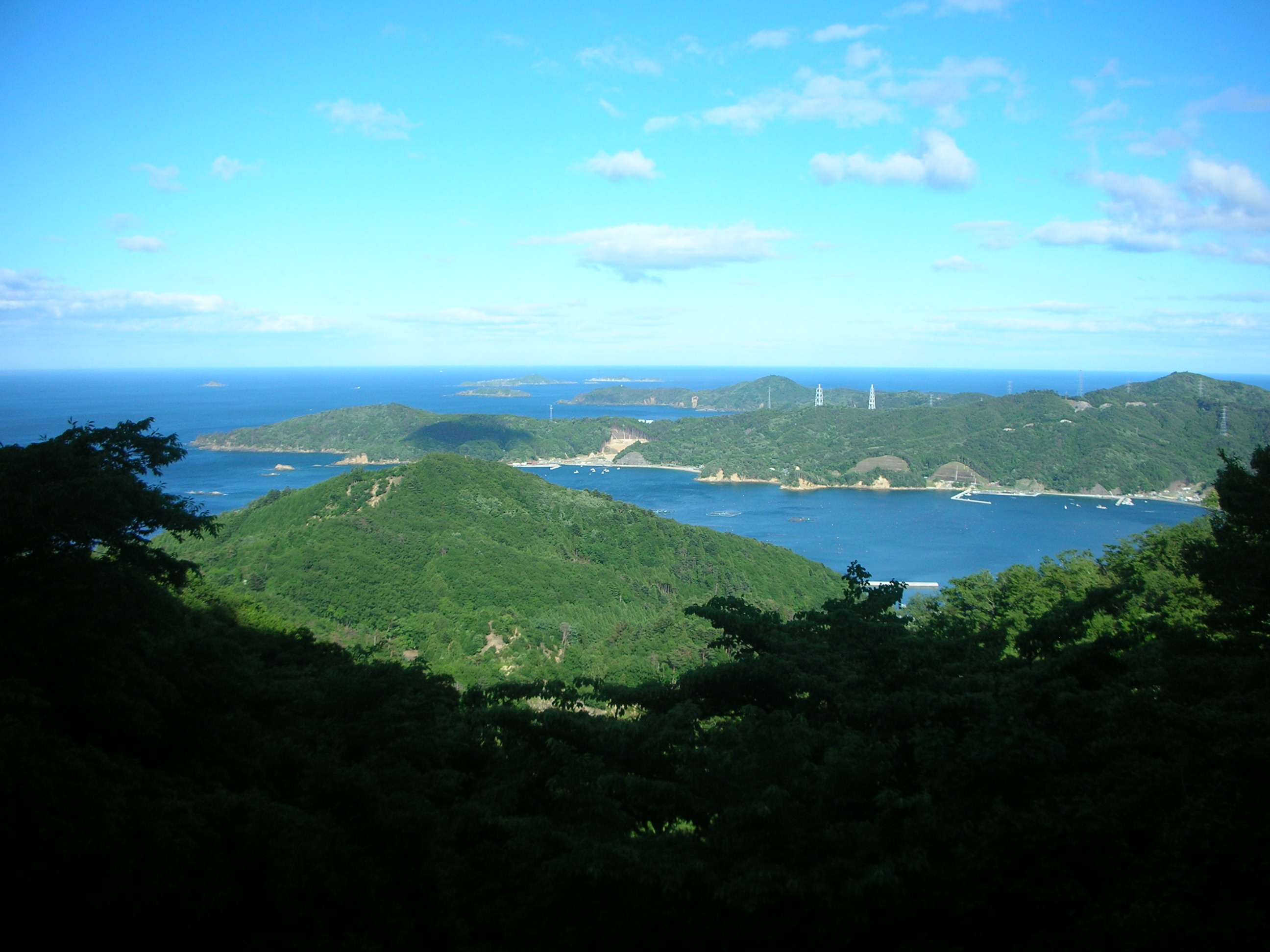
女川原発の立地する女川湾口部

2005年（平成17年）8月16日に発生した宮城県沖地震で構造設計の想定外の揺れを記録したが、国や県の調査で最終的には安全性に問題は無いとされた。この地震発生直後、当発電所から煙が立ち昇る様子が報道されたが、その煙は非常用のディーゼル発電機が起動した際に発生した煙である。地震直後、女川原発では煙は出ていないと発表した。また、発電所施設内の環境放射能測定センター屋上にある希硫酸タンクが破損し、希硫酸約45リットルが流出した（その後、全量回収処理される）。

### 2011年 東北地方太平洋沖地震
2011年（平成23年）3月11日14時46分頃に発生した東北地方太平洋沖地震（東日本大震災）では、女川原発の震度計は震度6弱を観測した。地震計は9地点で当時の国の最新基準である2006年の国の新指針を上回っていた。1号機から最大加速度が1号機で540ガル（想定512ガル）、2号機で607ガル（想定532ガル）、3号機で573ガル（想定594ガル）を記録した。1号機の外部電源が変圧器の故障の為使用不能となり、外部電源の復旧までの間、非常用ディーゼル発電機で11時間冷却を行った。2号機・3号機の外部電源が喪失することはなかった。
15時29分、当原発に最大津波が、女川原子力発電所工事用基準面（Onagawa Peil、東京湾平均海面に対し－0.74m）に対して約13メートルの高さで到達。女川原発の1号機の設計当時、津波の予想高はOP3ｍ程度と予想されていたが、東北電の社内委員会は過去の津波を調査・検討し、敷地を高く設定、結果、原発は敷地の海沿いに設けた斜面およびOP＋14.8mの場所に設置してあった。一方で、日本ではさほど稀でもない震度5弱程度の地震ながら1メートルの地盤沈下があった。結局、最大津波は設計上の想定OP＋9.1mを超えていたが、設置地点までの直接の津波到達は無く、海岸線に最も近い2号機の原子炉建屋の地下3階が約2.5メートル・約1500立方メートルまで浸水、また3号機の冷却系に海水が侵入するにとどまった。ただし、これは津波の高さわずか0.8mの差で救われたことになる。地震発生直前の13時42分が当日の女川の最大干潮時で当地の潮高は基準面よりプラス23cm、対して当日の最大満潮時は6時17分で当地の基準面よりプラス127cmと推算されていて、その差1.04ｍで、地震と津波はほぼ最大干潮直後の時間帯に起こった為、その前の最大満潮近くの時間帯に起こっていれば敷地内に津波が浸水していた可能性も大きかった。
さらに、最大波から15分後の引き波の際には、原子炉を冷却する海水を取り込む為の取水口が剥き出しになった可能性が指摘されている。原子炉建屋の地下が浸水した2号機は、発電機などを冷却する熱交換機が海水につかった為非常用発電機3台のうち2台が起動しないトラブルに見舞われたものの、別系統によって停止した。1号機ではボイラー用の重油タンクが倒壊したり、原子炉建屋などで20個所が水漏れするなどのトラブルに見舞われたが、1号機および3号機も自動停止した。その後、1号機のタービン建屋の地下1階で火災が発生したが、同日22時55分に鎮火が確認された。
3月13日、女川原発敷地内で毎時21マイクロシーベルトの放射線が検出されたことが報じられた。女川原発の原子炉は地震後に全て自動停止し、冷温停止と呼ばれる安全な状態であったことから、原子力安全・保安院は、検出された放射線は福島第一原発の爆発で放出されたものとの見解を示した。
なお、原子炉等規制法により女川原発敷地内には一般住民が許可なく入ることが出来ず、当然、一般住民の避難所に指定されている建物も無いが、震災発生後、広報施設の「女川原子力PRセンター」に被災者が自主的に避難してきたため、敷地内の体育館等を開放して最大364名を収容し、食事や毛布等の提供がなされ、6月6日までのおよそ3カ月間、発電所員と寝食を共にした。

#### 2011年4月（東北地方太平洋沖地震の）余震
4月7日に起きた震度6強の余震で国が2006年に定めた耐震基準の、上下方向の最大加速度451ガルを越える476.3ガルを記録、5系統ある外部電源のうちの3系統が使用不能になり、1系統は点検中だったため、残り1系統で冷却を継続した。また、1号機の非常用ディーゼル発電機2台のうち1台が壊れていることが4月1日には発見されていたが、原子力安全・保安院への報告は4月8日であり、4月7日の余震時には使用不能であった。使用済み核燃料貯蔵プールで「スロッシング」という現象が起き、冷却装置のポンプに負荷がかかったため自動停止し、1号機では53分後、2号機では1時間21分後、3号機では59分後に再起動したが、プールの水が1号機で2.3リットル、2号機で3.8リットル、3号機で1.8リットル、放射能量で817 - 5410ベクレルがあふれるなど、計8個所で水漏れが見つかった。
想定を越える揺れが記録されたことついて、経済産業省の西山英彦官房審議官は、「この程度なら心配ないと直感的に思うが、安全性を評価しないといけない。」と述べた。
国際原子力事象評価尺度（INES）はレベル2。

### 2021年 福島県沖地震
2021年（令和3年）2月13日23時7分頃に発生した福島県沖地震で、東北電力は、3号機の原子炉建屋にある使用済み核燃料プールに、天井付近に設置している点検用の足場からボルト1本とナット1個、ワッシャー3個が落下したと明らかにした。プール水の分析結果に異常はないことなどから、燃料集合体への影響はないとしている。

## 送電線
- 松島幹線1号・2号（27万5千ボルト） 女川原子力発電所 - 宮城中央変電所
- 牡鹿幹線1号・2号（27万5千ボルト） 女川原子力発電所 - 石巻変電所
- 塚浜支線（6万6千ボルト） 女川原子力発電所 - 鮎川線1号 - 女川変電所

## 関連施設
- 東北電力 女川原子力発電所環境放射能測定センター
  - 宮城県牡鹿郡女川町塚浜字竹ノ尻7-3（北緯38度24分25秒 東経141度29分59.3秒 / 北緯38.40694度 東経141.499806度）
- 東北電力 女川原子力PRセンター
  - 宮城県牡鹿郡女川町塚浜字前田123（北緯38度23分32.6秒 東経141度29分53.4秒 / 北緯38.392389度 東経141.498167度）
- 宮城県原子力センター
  - 震災前 ： 宮城県牡鹿郡女川町女川浜字伊勢12-7（北緯38度26分56.5秒 東経141度26分48.6秒 / 北緯38.449028度 東経141.446833度）
  - 震災後 ： 宮城県仙台市宮城野区安養寺3丁目15-18（北緯38度17分2.4秒 東経140度54分43.7秒 / 北緯38.284000度 東経140.912139度）
- 宮城県原子力防災対策センター（オフサイトセンター）… 経済産業省女川原子力保安検査官事務所および原子力防災専門官事務室も入居
  - 震災前 ： 宮城県牡鹿郡女川町女川浜字伊勢12-1（北緯38度26分57.7秒 東経141度26分46.6秒 / 北緯38.449361度 東経141.446278度）
  - 震災後 ： 宮城県石巻市東中里1丁目4-32 宮城県石巻合同庁舎（北緯38度26分22.2秒 東経141度18分26秒 / 北緯38.439500度 東経141.30722度）
- 原子力規制委員会 女川原子力規制事務所
  - 宮城県石巻市中里1丁目2-6（北緯38度26分28.8秒 東経141度18分13.1秒 / 北緯38.441333度 東経141.303639度）